# Бичиско, Дариуш
Дариуш Бичиско (пол. Dariusz Biczysko; род. 25 июня 1962, Зелёна-Гура) — польский легкоатлет, специалист по прыжкам в высоту. Выступал за сборную Польши по лёгкой атлетике в первой половине 1980-х годов, обладатель бронзовой медали чемпионата Европы в помещении, призёр первенств республиканского значения, победитель крупных международных турниров, участник чемпионата мира в Хельсинки.

## Биография
Дариуш Бичиско родился 25 июня 1962 года в городе Зелёна-Гура, Польша. Занимался лёгкой атлетикой в местном клубе Lubtour Zielona Góra.
Впервые заявил о себе в сезоне 1980 года, когда на чемпионате Польши в Лодзи завоевал серебряную награду в зачёте прыжков в высоту, уступив лишь титулованному Яцеку Вшоле.
В 1981 году вошёл в состав польской сборной и выступил на юниорском европейском первенстве в Утрехте — в финале прыгнул на 2,16 метра, расположившись в итоговом протоколе соревнований на седьмой строке.
В 1983 году прыгал в высоту на чемпионате Европы в помещении в Будапеште, с результатом 2,24 закрыл десятку сильнейших. Позднее превзошёл всех соперников на международном турнире в Бирмингеме, установив при этом свой личный рекорд на открытом стадионе — 2,28 метра. Также в этом сезоне был лучшим на соревнованиях в Праге и Софии. Принимал участие во впервые проводившемся чемпионате мира по лёгкой атлетике в Хельсинки — на предварительном квалификационном этапе показал результат 2,15 метра, чего оказалось недостаточно для выхода в финал.
В 1985 году на чемпионате Европы в помещении в Пирее с личным рекордом 2,30 взял бронзу, пропустив вперёд только шведа Патрика Шёберга и советского прыгуна Александра Котовича. По окончании сезона завершил спортивную карьеру.